# Wohnungseigentum (Deutschland)
Wohnungseigentum ist im deutschen Recht das Sondereigentum an einer Wohnung in Verbindung mit dem Miteigentumsanteil an dem gemeinschaftlichen Eigentum, zu dem es gehört (§ 249 Abs. 5 des Bewertungsgesetzes). Es wird durch Eintragung in das Wohnungsgrundbuch begründet, jede Wohnung erhält bei der Entstehung ein eigenes Grundbuchblatt und kann deshalb wie jede andere Immobilie verkauft, mit Grundpfandrechten belastet oder vererbt werden.

## Allgemeines
In Deutschland kann der Bürger bei Wohnimmobilien unterscheiden zwischen Mietwohnung (überwiegend im Mehrfamilienhaus) oder Wohneigentum (Wohnungseigentum im Mehrfamilienhaus). Bei der Mietwohnung gilt Mietrecht, bei Wohneigentum ist Eigentumsrecht anzuwenden, das bei Wohnungseigentum durch das Spezialgesetz des Wohnungseigentumsgesetzes (WEG) umgesetzt wird. Wirtschaftlich sind als Entscheidungskriterium bei der Mietwohnung deren Miete und Nebenkosten maßgeblich, bei Wohneigentum dessen Kaufpreis und Nebenkosten beim Grundstückskauf; für beide Wohnformen ist die Lage von Bedeutung.
Die Wohnung im Wohnungseigentum wird umgangssprachlich auch als Eigentumswohnung bezeichnet. In Deutschland verfügten im Jahre 2011 Privatpersonen als Eigentümer über 84,6 % der Wohngebäude und über 58,4 % der Wohnungen. Dies ist damit die am stärksten vertretene Eigentumsform. Am zweithäufigsten treten Wohnungseigentumsgemeinschaften in Erscheinung, ihr Anteil an den Gebäuden liegt bei 9,5 %. Zusammen machen Eigentumswohnungen 22,4 % des gesamten Wohnungsbestands aus.

## Geschichte
Als Vorläufer des Wohnungseigentums gilt das Stockwerkseigentum. Es entwickelte sich in Europa im beginnenden Mittelalter schon von dem Zeitpunkt an, als begonnen wurde, Häuser höher als mit einem Erdgeschoss zu bauen. Das traf insbesondere auf Mitteleuropa, Frankreich und Italien zu. Es handelte sich um ein besonders ausgestaltetes Miteigentum mehrerer Privatpersonen, das in einzelnen Ländern des Deutschen Reichs noch bis in das 19. Jahrhundert galt.
Bis zum Inkrafttreten des Bürgerlichen Gesetzbuches (BGB) im Januar 1900 war Stockwerkseigentum möglich. Diese Eigentumsform hatte auch den Spottnamen „Händelhaus“ (in Süddeutschland: „Streithäuser“), weil häufig Streit zwischen den Eigentümern vorgekommen sein soll. Auch gab es Rechte, die das Grundeigentum und das Eigentum an darauf stehenden Gebäuden unterschieden. Das vor dem BGB begründete Stockwerkseigentum ist bestehen geblieben (Art. 182 EGBGB), neues Stockwerkseigentum kann aber nicht mehr begründet werden.
Das BGB definiert allerdings ein auf einem Grundstück befindliches Gebäude als wesentlichen Bestandteil des Grundstücks (§ 93, § 94 BGB). Wesentliche Bestandteile teilen jedoch das rechtliche Schicksal des Grundstücks, also können im Umkehrschluss keine Rechte an wesentlichen Bestandteilen eines Grundstücks begründet werden (lateinisch superficies solo cedit). Somit wird der Eigentümer des Grundstücks kraft Gesetzes auch Eigentümer des wesentlichen Bestandteils (§ 946 BGB). Der bisherige Eigentümer des wesentlichen Bestandteils kann auch keinen Herausgabeanspruch gemäß § 985 BGB geltend machen, denn wesentliche Bestandteile sind sonderrechtsunfähig, und an ihnen bestehende Rechte gehen unter.
Bereits nach dem Ersten Weltkrieg wurde im Januar 1919 mit der Erbbaurechtsverordnung (heute: Erbbaurechtsgesetz) die Möglichkeit geschaffen, auf einem fremden Grundstück ein grundbuchlich gesichertes eigenes Bauwerk zu errichten, wenn auch nur für einen bestimmten Zeitraum (typischerweise 99 Jahre). Nach dem Zweiten Weltkrieg wurde die Auffassung vertreten, der große Wohnraumbedarf zwinge dazu, Lösungen zu finden, mit denen Wohnraumsuchende an der Finanzierung der Schaffung von Wohnraum (Neubau, Ausbau, Wiederaufbau) beteiligt werden, zugleich aber auch einen realen Gegenwert erhalten könnten. Dies wurde mit dem „Gesetz über Wohnungseigentum und das Dauerwohnrecht“ (WEG) vom 15. März 1951 ermöglicht. Das WEG schuf für das Wohnungseigentum das Rechtsinstitut des grundstücksgleichen Rechts, wodurch auf das Wohnungseigentum die für Grundstücke geltenden Vorschriften, insbesondere das Grundstücksrecht des BGB (§§ 873 ff. BGB) anwendbar sind.
Mit der Reform des Wohnungseigentumsrechtes zum 1. Juli 2007 wurde eine gegenständliche beschränkte Rechtsfähigkeit (Teilrechtsfähigkeit) der Eigentümergemeinschaft gesetzlich berücksichtigt (§ 10 Abs. 6 WEG (alt)), die bereits zwei Jahre zuvor durch die Rechtsprechung anerkannt worden war. Außerdem wurde die Außenhaftung der Mitglieder beschränkt, das gerichtliche Verfahren auf das Klageverfahren nach der Zivilprozessordnung umgestellt statt des bisherigen Verfahrens der freiwilligen Gerichtsbarkeit (§§ 43 ff. WEG), die Gemeinschaft zur Führung einer Beschlusssammlung verpflichtet (§ 24 Abs. 7 WEG) und die Möglichkeit geschaffen, in bestimmten Fällen von starren Regeln der Gemeinschaftsordnung durch 3/4-Mehrheitsbeschlüsse abzuweichen (§ 16 Abs. 4 und § 22 Abs. 2 WEG).
Seit der letzten Reform des Wohnungeigentumsrechtes zum 1. Dezember 2020 ist die Eigentümergemeinschaft ein voll rechtsfähiger Verband. Sie kann nun auch Rechte erwerben und Pflichten eingehen, die sich nicht im Rahmen der gesamten Verwaltung des gemeinschaftlichen Eigentums befinden (§ 9a Abs. 1 WEG). Die Eigentümergemeinschaft wird nun durch den Verwalter gerichtlich und außergerichtlich vertreten, beim Abschluss eines Grundstückskauf- oder Darlehensvertrags aber nur aufgrund eines Beschlusses der Wohnungseigentümer (§ 9b Abs. 1 WEG).

## Rechtsfragen

### Inhalt
Das Wohnungseigentum besteht gemäß § 1 Abs. 2 WEG am Sondereigentum an den Räumen der Wohnung und aus dem Miteigentumsanteil am Gemeinschaftseigentum (vor allem am Grundstück und am Verwaltungsvermögen). Diese Legaldefinition erfasst nicht das Mitgliedschaftsrecht in der Wohnungseigentümergemeinschaft, es gehört jedoch ebenfalls dazu.
Die Wohnung (Sondereigentum) kann sowohl innerhalb eines Mehrfamilienwohnhauses liegen als auch in einem Doppelhaus, Reihenhaus oder einer anderen Mehrhausanlage. Stets verbunden mit der Wohnung ist ein Miteigentumsanteil am Gemeinschaftseigentum, in erster Linie am Grundstück und an den konstruktiv notwendigen Teilen der Gebäude. Für das Miteigentum gelten nach § 3 Abs. 1 WEG die Bestimmungen des § 1008 BGB entsprechend. Der Miteigentumsanteil muss als konkreter Bruchteil festgelegt sein und wird typischerweise in Tausendstel angegeben.
Ebenfalls zum Wohnungseigentum gehört das Mitgliedschaftsrecht in der Wohnungseigentümergemeinschaft, welches jedem Wohnungseigentümer das Stimmrecht in der Wohnungseigentümerversammlung gibt, gemeinsam mit den anderen Eigentümern der Gemeinschaft über die Verwaltung der Gemeinschaft zu bestimmen (§ 20 WEG) und insbesondere seine Rechte in der Wohnungseigentümerversammlung wahrzunehmen.

### Sondereigentum
Das Sondereigentum ist das (Allein-)Eigentum an den Räumen einer Wohnung. Es steht regelmäßig in Verbindung mit einem Miteigentumsanteil am gemeinschaftlichen Eigentum. Beide zusammen (Sondereigentum und Miteigentumsanteil) bilden das Wohnungseigentum (§ 1 Abs. 2 WEG). Welche Räume zu einem Sondereigentum gehören, ist in der Teilungserklärung bzw. im Einräumungsvertrag festgelegt. Diese Festlegung kann aber nicht ohne Einschränkung getroffen werden, denn nicht alle Räume sind sondereigentumsfähig; es gibt Räume, die zwingend im Gemeinschaftseigentum stehen müssen (§ 5 Abs. 2 WEG).
Mit Sondereigentum wird auch ohne Bezug auf die jeweilige Wohnung (Einheit) die Summe aller im Sondereigentum stehenden Räume einer Wohnanlage bezeichnet (vgl. § 1 Abs. 5 WEG).

### Teileigentum
Bei Teileigentum – als Parallelbegriff zu Wohnungseigentum – handelt es sich beim Sondereigentum nicht um Wohnräume, sondern um „nicht zu Wohnzwecken dienende Räume“, z. B. Ladengeschäfte, Geschäftsräume oder Räume für sonstige gewerbliche Zwecke (§ 1 Abs. 3 WEG). Hierfür gelten die gleichen Vorschriften wie für das Wohnungseigentum (§ 1 Abs. 6 WEG). Neben den (gleichstehenden) Begriffen Wohnungseigentum und Teileigentum müssen die Begriffe Sondereigentum und Gemeinschaftseigentum richtig zugeordnet werden, weil davon u. a. die Zuständigkeit und Kostentragungspflicht für die Instandhaltung abhängt.

### Gemeinschaftseigentum
Das WEG spricht vom gemeinschaftlichen Eigentum (§ 1 Abs. 5 WEG), die Praxis einfach vom Gemeinschaftseigentum. Zum Gemeinschaftseigentum gehören zunächst das eigentliche Grundstück (Grund und Boden) und (mindestens) die konstruktiv notwendigen (oder das Äußere prägende) Teile der Gebäude, in denen Sondereigentum liegt. Konstruktiv notwendig sind z. B. Fundament, Außenwände, Geschossdecken, Dach, tragende oder aussteifende Innenwände, Fenster und Türen (soweit nicht beide Seiten der Fenster und Türen innerhalb der gleichen Wohnung liegen). Soweit es auf dem Grundstück weitere Gebäude ohne Sondereigentum darin gibt, z. B. Nebengebäude, gehören diese vollständig zum Gemeinschaftseigentum. Außerdem gehören zum Gemeinschaftseigentum gemeinsam genutzte Gebäudeteile und Anlagen wie z. B. Treppen, Eingangsbereiche, gemeinsamer Heizungskeller, gemeinschaftliche Haustechnik, Leitungen für Energie, Wasser, Abwasser usw.
Das Verwaltungsvermögen ist ein gemeinschaftliches Sondervermögen, das nicht dem Gemeinschaftseigentum zugerechnet wird, da dieses nicht den Eigentümern gehört, sondern der Gemeinschaft der Eigentümer (§ 10 Abs. 7 WEG). Zum Verwaltungsvermögen gehören die Finanzmittel (auch Instandhaltungsrücklage) der Gemeinschaft und auch deren Schulden, Anschaffungen der Gemeinschaft wie z. B. Leitern, Werkzeuge, der Rasenmäher oder das Heizöl im Tank. Ausgenommen davon sind jedoch von der Gemeinschaft erworbene Sachen, die durch Einbau wesentlicher Bestandteil des Grundstücks werden.

### Vorkaufsrecht des Mieters
Werden vermietete Wohnräume, an denen nach der Überlassung an den Mieter Wohnungseigentum begründet worden ist oder begründet werden soll, an einen Dritten verkauft, so ist der Mieter gemäß § 577 Abs. 1 BGB zum Vorkauf berechtigt. Dies gilt nicht, wenn der Vermieter die Wohnräume an einen Familienangehörigen oder an einen Angehörigen seines Haushalts verkauft. Dem Mieter steht nach einem Urteil des Bundesgerichtshofs (BGH) ein Schadensersatzanspruch zu, wenn ihm kein Vorkaufsrecht eingeräumt wird.

### Anwendung des übrigen Rechts
Da Wohnungseigentum und Teileigentum als grundstücksgleiche Rechte gelten, gilt für beide das gesamte Grundstücks- und Grundbuchrecht. Deshalb sind beim Erwerb, der Belastung, Verwaltung und der Veräußerung diese Rechtsgebiete entsprechend anzuwenden. Anstatt eines Grundbuchs gibt es ein Wohnungsgrundbuch und ein Teileigentumsgrundbuch, die dieselben Abteilungen wie ein Grundbuch aufweisen. Es ist jedoch nicht möglich, den Besitz von Wohnungseigentum einseitig aufzugeben (Dereliktion).

## Begründung des Wohnungseigentums
Mit der Begründung ist die rechtliche Entstehung des Wohnungseigentums gemeint. Es geht aus einem normalen Grundstück (Stammgrundstück) hervor. Es sind nur zwei Arten der Begründung von Wohnungseigentum möglich (§ 2 WEG):
- Durch Einräumungsvertrag nach § 3 WEG. Erforderlich ist ein Vertrag zwischen 2 oder mehreren Miteigentümern des Stammgrundstücks über die Teilung und die gegenseitige Einräumung des Wohneigentums (hier kann also jeder Miteigentümer des Grundstücks eine Eigentumswohnung zu Alleineigentum erhalten).
- Alternativ kann die Teilung durch einseitige Teilungserklärung nach § 8 WEG erfolgen. Hat das Stammgrundstück einen Alleineigentümer, ist die Begründung auf diesem Wege zwingend. Eine Teilung nach § 8 WEG kann aber auch durch mehrere Miteigentümer oder eine Gesamthandsgemeinschaft (z. B. Erbengemeinschaft) erfolgen. Allerdings nur insoweit, als sich die ursprünglichen Eigentumsverhältnisse unverändert an den neu geschaffenen Eigentumswohnungen fortsetzen (besteht also vor Teilung am Grundstück je hälftiges Miteigentum, so erhält jeder Miteigentümer auch hälftiges Miteigentum an jeder Wohnung).

Heute dominiert der Weg über die einseitige Teilung nach § 8 WEG, der im Folgenden dargestellt wird:
Das rechtliche Konstrukt beruht darauf, dass das Eigentum an dem Grundstück (Stammgrundstück) in einer Teilungserklärung durch die Anzahl vorhandener (oder vorgesehener) Wohnungen geteilt wird und jeder (zukünftigen) Wohnung ein als Bruchteil bestimmter Miteigentumsanteil an diesem Grundstück zugeordnet wird. Das Sondereigentum an dieser Wohnung zusammen mit dem dazugehörenden Miteigentumsanteil am Gemeinschaftseigentum wird als Wohnungseigentum zu einer eigenen Immobilie, für die ein eigenes Grundbuchblatt angelegt wird und die rechtlich selbständig von den anderen Wohnungseigentumen auf dem Grundstück existiert. Das Wohnungseigentum kann separat veräußert oder mit einem Grundpfandrecht belastet, also beliehen werden. Auch eine Zwangsversteigerung hat keine (direkten) Auswirkungen auf die anderen Miteigentümer.
Das Wohnungseigentum kann verbunden werden mit einem Sondernutzungsrecht für bestimmte Teile des Gemeinschaftseigentums, z. B. PKW-Stellplätze auf dem Grundstück.
Das WEG trifft detaillierte Regelungen darüber, wie Wohnungs- und/oder Teileigentum begründet werden kann, über dessen gemeinschaftliche Verwaltung durch die Wohnungs- und/oder Teileigentümer und den Verwalter, die Bildung der Instandhaltungsrücklage, sowie über das gerichtliche Verfahren in Wohnungseigentumssachen.
In der Entstehungsphase der Wohnungseigentümergemeinschaft (während des Verkaufs der Wohnungen durch den teilenden Eigentümer und danach) gelten teilweise besondere Regeln für die sogenannte werdende Wohnungseigentümergemeinschaft.

## Teilungserklärung
Die Teilungserklärung, die öffentlich (z. B. notariell) zu beglaubigen ist, enthält eine textliche Beschreibung der einzelnen Wohnungen und zusätzlich Pläne des gesamten Gebäudes, in dem sämtliche Räume des Gebäudes so gekennzeichnet sind (meist mit einer Nummer), dass sie eindeutig einem bestimmten Wohnungseigentum (bzw. Teileigentum) oder dem Gemeinschaftseigentum zuzuordnen sind. Es ist üblich, aber nicht zwingend, dass der Bruchteil (Miteigentumsanteil) des Eigentums der anteiligen Wohnungsfläche entspricht. Abweichungen können sich in der Praxis auch durch nachträgliche Ausbauten, z. B. im Dachgeschoss, ergeben. Grundlage der Aufteilung in Sondereigentum ist eine behördliche Abgeschlossenheitsbescheinigung für die einzelnen Wohnungen. Nach Auffassung des Kammergerichts ist es nicht notwendig, in der notariellen Teilungserklärung eine Festlegung zwischen Wohnungs- und Teileigentum zu treffen, was erhebliche Erleichterung in der Zukunft bedeuten kann.
Die in aller Regel (aber nicht zwingend) mit der Teilungserklärung errichtete Gemeinschaftsordnung regelt das Innenverhältnis der Eigentümer untereinander (z. B. Umlageschlüssel für Jahresabrechnungen, Regelungen über das Stimmrecht und Vertretungsvollmachten bei den Eigentümerversammlungen, Regeln über den Verwaltungsbeirat, Vollmachten für den Verwalter etc.). Die Gemeinschaftsordnung hat Vereinbarungscharakter und wirkt, wenn sie beim Grundbuchamt eingetragen ist auch gegen einen Rechtsnachfolger (Zweiterwerber einer Wohnung). Dementsprechend müssen zur Abänderung der Gemeinschaftsordnung alle Wohnungseigentümer der Änderung zustimmen, diese öffentlich beglaubigt unterschreiben und sie dann beim Grundbuchamt hinterlegen.
Erleichterungen haben sich durch die WEG-Novelle zum 1. Juli 2007 ergeben, insbesondere um in Einzelfällen verbrauchsbezogene Umlageschlüssel und Modernisierungen mit 3/4-Mehrheit durchsetzen zu können.

## Einräumungsvertrag
Die vertragliche Einräumung von Sondereigentum nach § 3 WEG entspricht der Teilungserklärung. Der Einräumungsvertrag ist im Gegensatz zur Teilungserklärung zwingend notariell zu beurkunden. Der wesentliche inhaltliche Unterschied ist, dass eine vertragliche Einräumung dann notwendig wird, wenn mehrere Personen (Bruchteils-)Eigentümer des zu teilenden Grundstücks sind. Zu unterscheiden sind das Miteigentum und das Eigentum zur gesamten Hand (z. B. eine Erbengemeinschaft). Bei letzterem greift zur Bildung von Wohnungseigentum vielmehr § 8 WEG. Im Rahmen der Einräumung von Sondereigentum nach § 3 handelt es sich hingegen um die Beschränkung von bereits bestehendem Gemeinschaftseigentum (Miteigentum) bezogen auf einzelne abtrennbare Flächen oder Räume und der Zuweisung dieses Eigentums an die bisherigen Miteigentümer des Gesamteigentums.

## Sondernutzungsrechte
Einem Wohn- oder Teileigentum können durch Vereinbarung Sondernutzungsrechte an Teilen des Gemeinschaftseigentums, insbesondere gemeinschaftlichen Flächen, zugeordnet werden. Der Berechtigte kann dann über die Fläche oder den Raum unter Ausschluss der übrigen Eigentümer verfügen. Dies ist bei PKW-Stellplätzen, Kellerräumen sowie Gartenflächen üblich. Der Berechtigte trägt die Bewirtschaftungskosten, wenn dies durch die Vereinbarung (Teilungserklärung, Gemeinschaftsordnung) so vereinbart ist. Die gesetzliche Regelung sieht ansonsten gemäß § 16 Abs. 2 WEG die Kostentragung durch alle Eigentümer vor. Instandhaltungen sind weiterhin Angelegenheit der Gemeinschaft, sofern nichts anderes vereinbart wurde.

## Wohnungseigentümergemeinschaft, Verwalter
Die Gesamtheit der Eigentümer bildet eine Wohnungseigentümergemeinschaft. Deren oberstes Selbstverwaltungsorgan ist die Wohnungseigentümerversammlung, die über einen Mehrheitsbeschluss einen Verwalter bestellen kann. Die Bestellung eines Verwalters kann auch durch die Teilungserklärung nicht ausgeschlossen werden. Der Verwalter erstellt Wirtschaftspläne zur Kalkulation der nötigen Hausgeldvorauszahlungen, erstellt die Jahresabrechnungen, leitet die Eigentümerversammlungen und führt die Beschlusssammlung, ist für die Verkehrssicherungspflicht und die laufenden Wartungen und Instandhaltungen gemäß den Eigentümerbeschlüssen verantwortlich, er verwaltet die Gelder der Gemeinschaft. Für diese Tätigkeit wird in der Regel ein Entgelt vereinbart.
Die Wohnungseigentümer können durch Mehrheitsbeschluss einen Verwaltungsbeirat bestellen (§ 29 WEG). Seit der letzten Reform des Wohnungeigentumsrechtes zum 1. Dezember 2020 ist die Anzahl der Beiräte nicht mehr vorgeschrieben. Hat der Verwaltungsbeirat mehrere Mitglieder, ist ein Vorsitzender und ein Stellvertreter zu bestimmen. Bestellt werden können nur natürliche Personen; wenn ein Wohnungseigentum einer Gesellschaft oder einem Verein gehört, kann deren gesetzlicher Vertreter bestellt werden. Der Verwalter selbst kann nicht zum Mitglied des Beirats bestellt werden, auch dann nicht, wenn er zugleich Wohnungseigentümer ist. Dementsprechend sind auch leitende Personen des Verwaltungsunternehmens von einer Bestellung ausgeschlossen.

## Wohnungseigentum als Kapitalanlage
Wohnungseigentum ist eine der bedeutendsten Kapitalanlage-Formen in Deutschland. Die Finanzierung erfolgt durch Eigenkapital (hierzu gehört auch die so genannte Muskelhypothek) und/oder Fremdkapital. Letzteres wird durch Kreditinstitute (hierunter auch Spezialbanken wie Pfandbriefbanken) in Form der Immobilienfinanzierung als Hypothekendarlehen gewährt. Für die Beleihung aufgrund eines Kreditantrages sind Beleihungs- und weitere Kreditunterlagen erforderlich, aus denen sich unter anderem der Kaufpreis als Grundlage für die Ermittlung des Beleihungswerts ergibt.
Auch bei der Kapitalanlage von Wohnungseigentum erwartet der Anleger einen Kapitalertrag und eine Wertsteigerung. Dies ist in beiden Nutzungsarten des Wohnungseigentums (Eigennutzung durch den Eigentümer oder Vermietung) möglich. Bei der Eigennutzung erzielt der Eigentümer einen (ideellen) Nutzungswert durch die Ersparnis von Miete, bei der Vermietung erzielt er eine Mietrendite.
Der Marktwert hängt von vielen Faktoren wie Lage (Wohn- und Geschäftslage), Erhaltungsgrad, Ausstattung, Ertragswert oder Erreichbarkeit des Arbeitsplatzes ab, was für den Privatanleger nur bedingt einschätzbar ist. Er schwankt zwischen niedrigem Marktwert für Schrottimmobilien und hohem Marktwert für Luxuswohnungen. Ferner sind die Nebenkosten – insbesondere die Instandhaltungsrücklagen – zu berücksichtigen. Wertsteigerungen ergeben sich durch die relative Knappheit von Wohnraum. Wegen der Langfristigkeit der Kapitalanlage erreicht sie meist auch den Status einer Altersvorsorge.
Finanzrisiken können sich insbesondere bei Vermietung ergeben, wenn die Mieteinnahmen nicht (mehr) ausreichen, um vollständig den Kapitaldienst zu erbringen. Ein Leerstandsrisiko oder Mietnomaden erhöhen das Mietrisiko, Schrottimmobilien können zur Wertminderung führen. Das höchste Finanzrisiko stellt die Vollfinanzierung der Immobilien dar, weshalb sie nur in Ausnahmefällen vorkommt. Ein sinkender Marktwert kann zum Totalverlust des eingesetzten Eigenkapitals führen, wenn die Wohnung weiterverkauft werden muss.

## Statistik
Die Eigentümerquote misst den Anteil der von Eigentümern selbst bewohnten Wohnungen an allen bewohnten Wohnungen in Wohngebäuden. Sie erreichte im Jahre 2014 in Deutschland 45,5 %, wobei sie im Saarland mit 62,6 % am höchsten und Mecklenburg-Vorpommern mit 38,9 % am niedrigsten lag. Bayern wies eine Quote von 50,6 % auf, das dicht besiedelte Nordrhein-Westfalen 42,8 %. Damit lag Deutschland im europäischen Vergleich 2016 vor der Schweiz (42,5 %) am Ende der Skala. Auch Österreich konnte sich mit 55 % vor Deutschland platzieren.